# Lamposaari (ö i Södra Savolax, Nyslott, lat 62,27, long 29,29)
Lamposaari är en halvö i Finland. Den ligger i sjön Orivesi och i kommunen Nyslott i  landskapet Södra Savolax, i den sydöstra delen av landet, 300 km nordost om huvudstaden Helsingfors.